# Gigi Becali

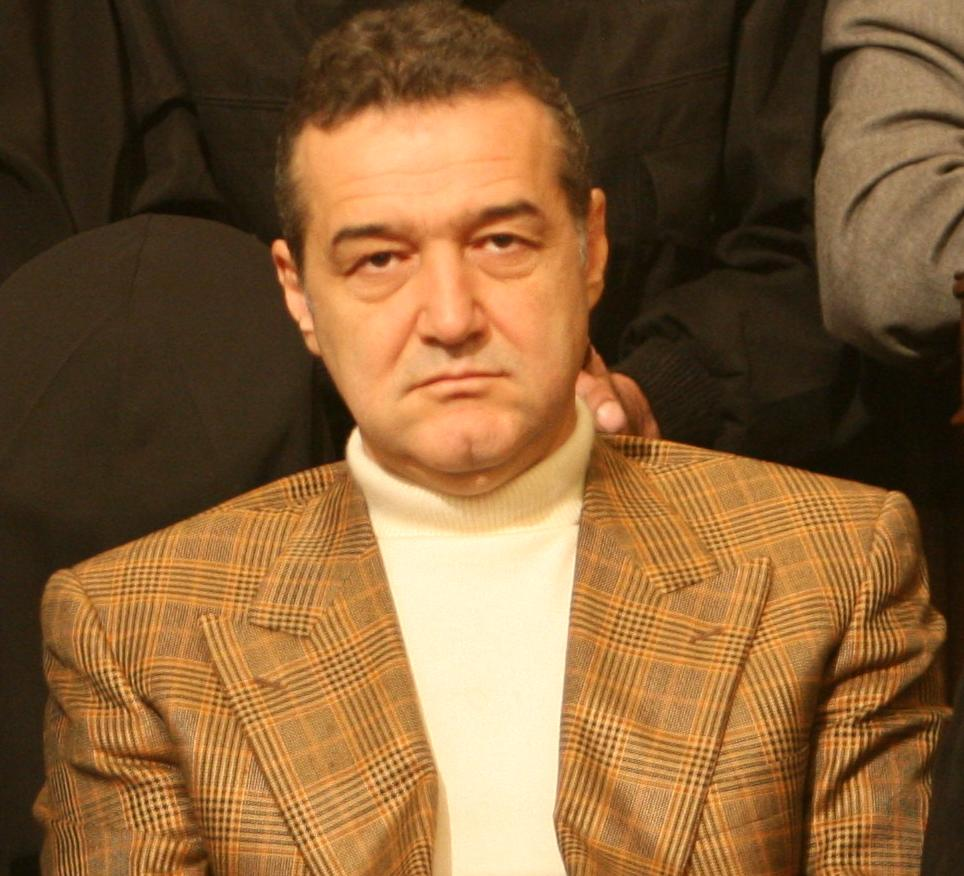
Gigi Becali (2006)

George „Gigi“ Becali (* 25. Juni 1958 in Zagna, Kreis Brăila) ist ein rumänischer Unternehmer und Politiker (AUR; früher PNG-CD, PRM, PNL). Er wurde mehrfach zu Haft- und Bewährungsstrafen verurteilt. Er ist außerdem Eigentümer des Fußballvereins FCSB Bukarest.

## Leben
Becalis Eltern sind einfache Bauern aus der Volksgruppe der Aromunen. Seine Vorfahren siedelten ursprünglich in Albanien, wanderten aber in der Zwischenkriegszeit wie viele andere Aromunen in die Süddobrudscha (Rumänisch: Cadrilater) aus, die damals zu Großrumänien gehörte. 1940 wurde dieses Gebiet an Bulgarien abgetreten und die dortigen Aromunen in den Teil der Dobrudscha umgesiedelt, der bei Rumänien blieb. Becalis Großvater engagierte sich daraufhin bei der nationalistischen Eisernen Garde, weshalb die Familie nach der späteren Machtübernahme durch die Kommunisten zuerst ins Banat und 1951 in die Bărăgan-Steppe zwangsumgesiedelt wurde (Deportation in die Bărăgan-Steppe). Dort wurde Becali 1958 geboren. Die Familie beschäftigte sich mit Schafzucht und konnte trotz Planwirtschaft ein eigenes Geschäft aufbauen, indem sie Hotels in Bukarest und in den Touristenorten am Schwarzen Meer mit Käse und Schaffleisch belieferten. Dies war nur durch Bestechung lokaler Securitate-Offiziere möglich, unter deren Einfluss viele Hotels standen, die Ausländer beherbergen durften. Als nach der Revolution privates Unternehmertum legalisiert wurde, gab Becali seinen erlernten Beruf als Mechaniker auf und übernahm das Familiengeschäft. Durch den Export von Schafen im großen Stil in die Türkei florierte das Geschäft. Becali investierte die Einkünfte in eigene Lastwägen und importierte auf dem Rückweg Textilien, Zigaretten und Seife – Produkte die im postkommunistischen Rumänien Mangelware waren, aus der Türkei. Sein Geschäftspartner in dieser Zeit war der Fußballer Gheorghe Hagi, der damals ein internationaler Star war und als Legionär Geld in Spanien und Italien verdiente. Das erwirtschaftete Vermögen investierte er in Immobilienspekulationen, zu einer Zeit als der rumänische Immobilienmarkt sich gerade zu entwickeln begann.
Wegen einiger dieser Geschäfte, die als dubios gelten, ermittelte die Staatsanwaltschaft gegen ihn. Besonderes Aufsehen erregte ein Landtausch Becalis mit dem rumänischen Verteidigungsministerium im Jahr 1999, bei dem er in kurzer Zeit einen Gewinn von 3 Millionen Dollar gemacht haben soll. Becali besaß zum Zeitpunkt des Vertragsabschlusses das Land noch gar nicht. Erst als das Ministerium den Beschluss gefasst hatte, kaufte er lokalen Bauern ihre Grundstücke ab und tauschte sie dann mit Gewinn ein. Diese Geschäfte machten ihn zu einem der reichsten Geschäftsmänner in Rumänien, 2008 wurde sein Vermögen von der Tageszeitung Adevărul auf 700–750 Millionen Euro geschätzt.

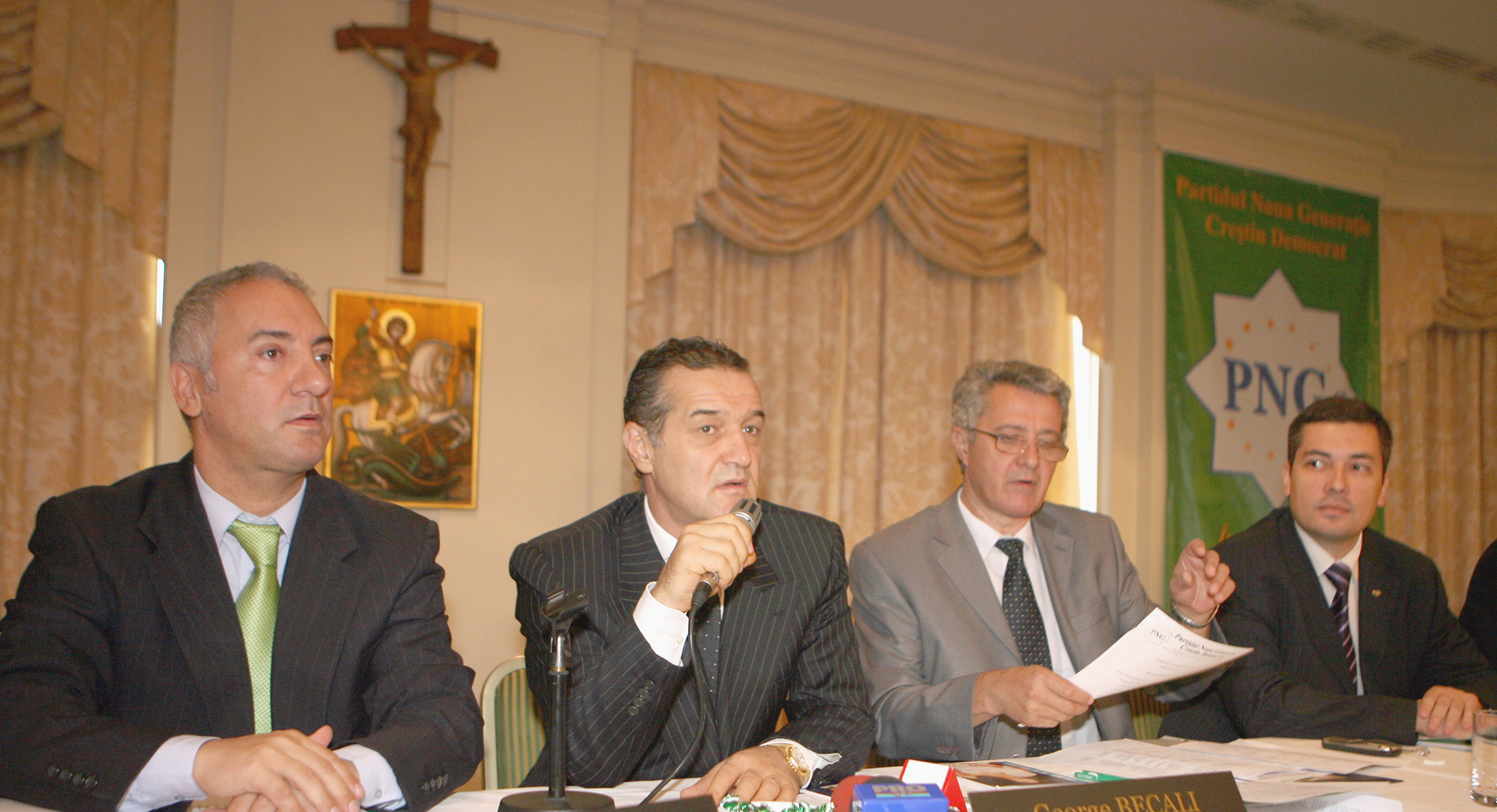
Präsidiumssitzung der PNG-CD, September 2007

Im Jahr 2003 wurde er als Großsponsor erstmals zum Präsidenten des Fußballklubs Steaua Bukarest (seit April 2017 FCSB Bukarest) gewählt, ein Amt, das er bis 2007 bekleidete. Später erwarb er Anteile am Verein und gilt heute als dessen Eigentümer, auch wenn er kein offizielles Amt mehr im Verein ausübt. Als Hauptfinanzier tritt er in den Medien als Sprecher des Vereins auf und trifft wichtige Entscheidungen, wie die Bestellung des Trainers.
In dieser Zeit hatte sich Becali selbst wiederholt als reichsten Mann Rumäniens bezeichnet, durch die internationale Finanz- und Wirtschaftskrise, die Rumänien ab 2008 erreichte, hat er jedoch einen bedeutenden Teil seines Vermögens eingebüßt.
Am 11. Februar 2013 wurde sein Fall aus dem Jahr 2009 wegen Freiheitsberaubung endgültig vom obersten Gerichtshof (Înalta Curte de Casație și Justiție) entschieden. Er wurde zu dreieinhalb Jahren Gefängnis verurteilt. Schon im April 2015 kam er aber wieder auf Bewährung frei.
Im April 2013 entschied der Europäische Gerichtshof, dass der Verein Steaua Bukarest für die homophoben Aussagen Becalis haftbar gemacht werden kann. Die Vereinsführung hatte zuvor darauf plädiert, dass Becali keine offizielle Funktion bei Steaua hat und nur dessen Sponsor ist.
George Becali ist Hauptaktionär des 1995 privatisierten Baukonzerns Arcom, der 2004 privatisierten Munitionsfabrik Uzina Mecanică Drăgășani, des Geflügelmastbetriebs Avicola Iași sowie des Herstellers elektronischer Komponenten Romes.

## Politische Karriere

### Politische Anfänge
Im Jahr 2000 stieg er erstmals in die Politik ein, verfehlte jedoch knapp den Einzug als Abgeordneter ins Parlament. Durch sein Engagement im Fußball erreichte er landesweite Bekanntheit, was ihm in Folge bei seiner politischen Karriere half. 2004 übernahm er den Vorsitz der Kleinpartei Partidul Noua Generație, die er seitdem auf einen populistischen und nationalistischen Kurs brachte. 2004 kandidierte er auch für das Amt des Staatspräsidenten, konnte aber nur 1,77 % der Stimmen gewinnen. Auch bei den ersten Europawahlen anlässlich des EU-Beitritts Rumäniens 2007 scheiterte seine Partei.

### Europaparlament
Daraufhin ging er ein Wahlbündnis mit der zweiten rechtsnationalistischen Kleinpartei Partidul România Mare ein und kandidierte bei den regulären Europawahlen 2009 auf deren Liste, wodurch er zum Abgeordneten ins Europaparlament gewählt wurde, was er bis zu seiner Wahl zum Abgeordneten im nationalen Parlament 2012 blieb. Zum Zeitpunkt des Wahlkampfs befand er sich gerade wegen Freiheitsberaubung in Untersuchungshaft, gemeinsam mit vier seiner Leibwächter, da sie Diebe, die eines seiner Luxusautos gestohlen hatten, eigenmächtig festnahmen, in den Kofferraum einsperrten und physisch misshandelten, anstatt sie der Polizei zu übergeben. Seit dem 17. April 2009 war er wieder in Freiheit. 
Als MEP war Becali Mitglied in folgenden Ausschüssen und Delegationen: Ausschuss für internationalen Handel, Delegation in den Ausschüssen für parlamentarische Kooperation EU-Armenien, EU-Aserbaidschan und EU-Georgien, Delegation in der Parlamentarischen Versammlung EURO-NEST und Stellvertreter im Rechtsausschuss.
Im Europaparlament fiel Becali vor allem durch Abwesenheit auf, weshalb ihn der Spiegel 2010 als „der faulste EU-Abgeordnete“ bezeichnete. Das lag aber auch daran, dass ihm wegen des laufenden Ermittlungsverfahren zeitweilig die Ausreise aus Rumänien untersagt wurde.

### Amtszeiten im rumänischen Parlament

#### Erste Amtszeit 2012/13
Nach einem Zwist mit seinem nationalistischen Wahlbündnispartner Corneliu Vadim Tudor wechselte Becali mit seiner Partei das Lager und kandidierte bei den vorgezogenen Parlamentswahlen im Zuge der Staatskrise in Rumänien 2012 für das aus Sozialisten und Liberalen bestehende Wahlbündnis Uniunea Social Liberală unter der Führung von Victor Ponta, im Zuge dessen er der PNL beitrat. Nach dem überraschend eindeutigen Wahlsieg der USL war Becali nun Abgeordneter im Parlament für den Bukarester Wahlkreis 25, woraufhin er aus dem Europaparlament ausschied. Nach seiner Verurteilung trat er aus der PNL aus und sein Mandat wurde annulliert.

#### Zweite Amtszeit ab 2024

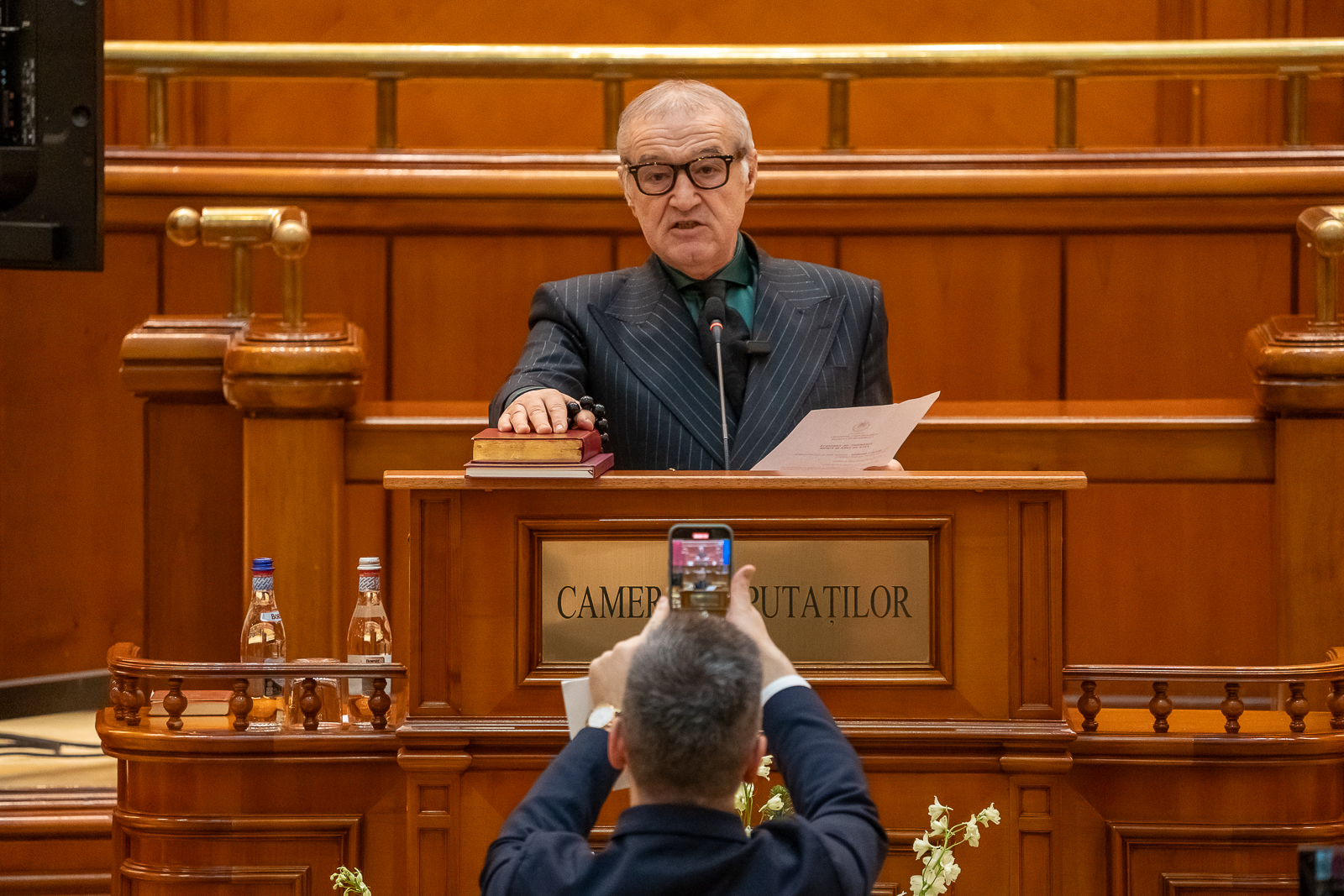
Gigi Becali legt ihren Amtseid ab, 21. Dezember 2024

Becali trat 2024 der nationalistischen Partei AUR bei, im Zuge dessen kündigte er ebenfalls seine Unterstützung für den AUR-Kandidaten George Simion bei den Präsidentschaftswahlen im gleichen Jahr. Nach der Parlamentswahl 2024 zog er für AUR in die rumänische Abgeordnetenkammer ein.

## Kontroversen
Becali gilt in Rumänien als eine kontroverse Figur, dessen Markenzeichen seine Omnipräsenz in den rumänischen Medien und sein provokantes Auftreten mit vulgärer Wortwahl sind. Seine politische Gesinnung wird als Mischung zwischen kruden Ideologien aus Ultrakonservatismus, rechtsradikalen Versatzstücken (Hetze gegen Homosexuelle, Leugnung des Holocausts in Rumänien), Verschwörungstheorien und orthodoxem Fundamentalismus beschrieben. Beispielsweise vertritt er die Verschwörungserzählung, der US-amerikanische Investor George Soros würde in Rumänien einen „linken Internationalismus“, der mit dem „Teufel“ gleichzusetzen sei, finanziell unterstützen, um den Glauben zu schwächen.